# Erwin Rau
Erwin Rau (* 3. Januar 1918 in Reutlingen; † 20. Januar 1995 in Kiel) war ein deutscher Konteradmiral der Bundesmarine.

## Leben
Erwin Rau trat 1937 als Teil der Crew 37 in die Kriegsmarine ein und wurde am 21. September 1937 Seekadett. Er war Seeoffizieranwärter in der II. Schiffsstammabteilung in Stralsund, Zugführer im Schiffsstamm Blücher, erster Wachoffizier in der 12. Minensuchflottille, Kommandant in der 4. Räumflottille und Flaggleutnant beim Befehlshaber Sicherung West. Am 1. August 1944 wurde er zum Kapitänleutnant ernannt und besuchte von Oktober 1944 bis Februar 1945 den Admiralstabslehrgang an der Marinekriegsakademie in Bad Omburg. Danach war er Führungsstabsoffizier in der 5. Sicherungsdivision. Von Mai 1945 bis Dezember 1947 war er in britischer Kriegsgefangenschaft und dort Chef der 7. Minensuchflottille im Deutschen Minenräumdienst in deutschen und norwegischen Gewässern. Nach seiner Entlassung setzte er diese Tätigkeit bis Juni 1951 fort und trat dann in den Bundesgrenzschutz See ein. Dort war er Zugführer, Hundertschaftsführer, Flottillenchef und Sachbearbeiter, zuletzt im Dienstgrad Kapitänleutnant im Bundesgrenzschutz.
Am 1. Juli 1956 trat er als Korvettenkapitän in die Bundeswehr ein. Von Oktober 1958 bis November 1959 war er Kommandeur des 2. Minensuchgeschwaders. Von Januar 1960 bis September 1962 war er Leiter der neu eingerichteten Seetaktischen Lehrgruppe und wurde in dieser Position Fregattenkapitän. Danach war er Taktiklehrer an der Führungsakademie der Bundeswehr in Hamburg. Von September 1964 bis September 1965 war er Kommandant des Zerstörers Z 4. Ab April 1965 war er auch mit der Wahrnehmung der Geschäfte des Kommandeurs des 3. Zerstörergeschwaders beauftragt. Bis Januar 1967 blieb er Kommandeur des 3. Zerstörergeschwaders, übergab dann das Kommando an den Kapitän zur See Paul Hartwig und war selber am 1. Oktober 1965 zum Kapitän zur See befördert worden. Von Januar 1967 bis August 1969 war er Leiter des Referats M II/3 im Fü M im Bundesministerium für Verteidigung in Bonn. Von Juni 1966 bis März 1967 war er zusätzlich Kommandeur des 1. Zerstörergeschwaders.
Als Flottillenadmiral war er vom 1. Oktober 1970 bis 30. September 1972 Kommandeur der Zerstörerflottille. Anschließend wurde er Chef des Stabes von AFNORTH und später dort bis 1977 Deputy Chief of Staff Plans and Operations. 1972 war er zum Konteradmiral befördert worden.
1976 erhielt er das Verdienstkreuz 1. Klasse des Verdienstordens der Bundesrepublik Deutschland verliehen.